# Krdzjalijupproret
Krdzjalijupproret var en bulgarisk folkresning, som hade sitt ursprung vid nedre Donau och 1792-1804 som gav den osmanska regeringen stora bekymmer med dess nedslående utan även drabbade civilbefolkningen hårt. Upproret fick ny fart under rysk-turkiska kriget 1806-11, men kunde då slutgiltigt slås ned.